# 安德烈·伊萨耶夫
安德烈·康斯坦丁诺维奇·伊萨耶夫（羅馬化：Andrey Konstantinovich Isayev；1971年10月9日）是俄罗斯政治人物，第三、四、五、六、七和八届国家杜马。
伊萨耶夫因其积极支持季马·雅科夫列夫法而闻名。

## 制裁
伊萨耶夫于2022年因俄乌战争而受到英国政府制裁。